# 첫 금요일 신심
첫 금요일 신심은 예수 성심을 위로하고 지은 죄를 보속하려는 로마 가톨릭교회의 신심 행위이다. 이 신심은 1674년 성녀 마르가리타 마리아 알라코크 수녀가 성체 조배를 하고 있을 때, 예수 그리스도가 발현하여 자신의 성심을 열어 보이며, 죄인들의 냉담과 배은망덕을 탄식하면서 사람들에게 다음과 같이 첫 금요일 신심 행위를 실천할 것을 요청한 것에서 유래한다.
| “ | 내 성심은 인간에 대한 사랑, 특히 너에 대한 사랑으로 가득 차 있다. 내 사랑은 그 불타는 사랑의 불꽃을 이 이상 더 내 마음 속에 가두어 둘 수는 없다. 너의 수고로 이 불꽃은 널리 퍼져야 한다. 내 성심은 사람들에게 그 사랑의 홍수를 퍼부어 성덕과 구원의 은총으로 그들을 부요하게 하고, 마침내 멸망의 구덩이에게 건져 내려 한다. 나는 너를 부당하고 무식한 그대로 간택하여 나의 계획을 완수하려 한다. 이렇게 함으로써 그 계획은 온전히 나의 것임을 모든 이들에게 분명히 드러내려는 것이다. | ” |

첫 금요일 신심을 실천하는 방법은 9개월 동안 매달 첫 금요일마다 미사에 참례하여 성체를 모셔야 한다(영성체). 성체를 모시려면 본인이 은총의 상태에 놓여 있어야 하는데, 만약 죄를 지은 상태라면 미사 전에 고해성사를 반드시 보아야 한다. 지역에 따라서는 첫 금요일에 성체 조배나 성시간을 지내는 경우도 있다.

## 예수 성심이 허락한 약속
성녀 마르가리타 마리아 알라코크는 그리스도가 자신에게 나타나 첫 금요일 신심을 실천하는 이에게 다음과 같은 약속을 했다고 증언하였다.
1. 나는 그들에게 그들의 처지에 필요한 모든 은총을 줄 것이다.
2. 나는 그들의 가정 안에 평화를 줄 것이다.
3. 나는 그들의 모든 고통 속에서 그들을 위로할 것이다.
4. 나는 그들이 살아있을 때나 특히 죽을 때에 그들의 피난처가 될 것이다.
5. 나는 그들의 모든 사업에 풍성히 강복할 것이다.
6. 죄인들은 나의 성심에서 자비의 샘과 무한한 바다를 발견할 것이다.
7. 냉담한 영혼은 열심해질 것이다.
8. 열심한 영혼은 빨리 완벽에 이를 것이다.
9. 나는 나의 성심 성상이나 상본을 모셔놓고 공경하는 장소에 강복할 것이다.
10. 나는 사제들에게 극히 완고한 마음도 감동시킬 수 있는 능력을 선물할 것이다.
11. 이 신심을 전파하는 사람들의 이름은 내 성심에서 영원히 지워지지 않을 것이다.
12. 넘쳐흐르는 내 성심의 자비로 너희에게 약속한다. 9개월 연속으로, 매달 첫 금요일에 영성체하는 모든 이에게 나의 전능한 사랑은 마지막 통회의 은총을 허락할 것이다. 그들은 내가 만족하지 않거나, 성사의 은총을 받지 않고서는 죽지 않을 것이다. 그리고 나의 성심은 그 최후의 시간에 그들의 안전한 피난처가 될 것이다.[5]

## 같이 보기
- 마르가리타 마리아 알라코크
- 예수 성심
- 첫 토요일 신심